# Trémeheuc
Trémeheuc (bretonisch: Tremaeg, Gallo: Tréméhoec) ist eine französische Gemeinde mit 349 Einwohnern (Stand: 1. Januar 2022) im Département Ille-et-Vilaine in der Region Bretagne. Sie gehört zum Arrondissement Saint-Malo und zum Kanton Combourg (bis 2015: Kanton Dol-de-Bretagne). Die Einwohner werden Trémeheucois genannt.

## Geographie
Trémeheuc liegt etwa 34 Kilometer südöstlich von Saint-Malo. Hier entspringt der Linon. Umgeben wird Trémeheuc von den Nachbargemeinden Epiniac im Norden, Cuguen im Osten und Nordosten, Combourg im Süden und Südwesten, Lourmais im Westen sowie Bonnemain im Nordwesten.

## Bevölkerungsentwicklung
| Jahr                      | 1962 | 1968 | 1975 | 1982 | 1990 | 1999 | 2006 | 2013 |
| Einwohner                 | 212  | 219  | 232  | 286  | 308  | 313  | 334  | 355  |
| Quelle: Cassini und INSEE |      |      |      |      |      |      |      |      |

## Sehenswürdigkeiten
- Kirche Saint-Martin aus dem 17. Jahrhundert

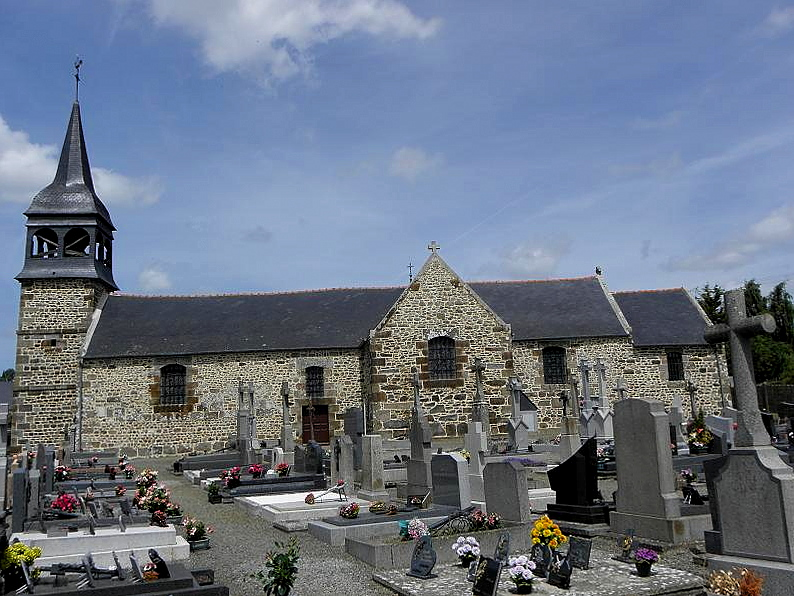
Kirche Notre-Dame-et-Sainte-Anne